# Tôn giáo tại Việt Nam
Tôn giáo tại Việt Nam khá đa dạng, gồm có Phật giáo (cả Đại thừa, Nguyên thủy và một số tông phái cải biên như Hòa Hảo, Tứ Ân Hiếu Nghĩa, Bửu Sơn Kỳ Hương, Tịnh độ cư sĩ Phật hội), Kitô giáo (gồm Công giáo và Tin Lành), tôn giáo nội sinh như đạo Cao Đài, và một số tôn giáo khác (Ấn Độ giáo và Hồi giáo). Các loại hình tín ngưỡng dân gian cũng có nhiều ảnh hưởng tại Việt Nam.
Một lượng đáng kể người dân tự xem mình là người không tôn giáo, hoặc ít ra là trên giấy tờ thể hiện như vậy, mặc dù họ có đi đến các địa điểm tôn giáo vào một vài dịp trong năm. Tín ngưỡng thờ cúng tổ tiên cũng có chỗ đứng rất quan trọng trong tâm tưởng của đa phần người dân Việt Nam, được thực hành bởi đa số dân cư dù họ có theo tôn giáo nào hay không.
Theo số liệu cuộc Tổng điều tra Dân số và Nhà ở Việt Nam năm 2019 thì cả nước có hơn 13,162 triệu người xác nhận theo một trong những tôn giáo được đăng ký chính thức. Năm tôn giáo lớn nhất là Công giáo, Phật giáo, Hòa Hảo, Tin Lành, và Cao Đài; các tôn giáo khác chiếm tỷ trọng nhỏ. Ban Tôn giáo Chính phủ là cơ quan thực hiện quản lý nhà nước về công tác tôn giáo, tín ngưỡng.

## Số liệu
Các nguồn cho thấy các số liệu khác nhau về tôn giáo tại Việt Nam.
Theo số liệu của Tổng cục Thống kê (Việt Nam) trong 3 lần Tổng điều tra dân số và nhà ở.
| Tôn giáo                               | % dân số 1999  | % dân số 2009     | % dân số 2019     |
| -------------------------------------- | -------------- | ----------------- | ----------------- |
| Tín ngưỡng dân gian, và không tôn giáo | 80.8%          | 81.68%            | 86.32%            |
| Phật giáo                              | 9.3%           | 7.93%             | 4.79%             |
| Kitô giáo                              | 7.2% 6.7% 0.5% | 7.45% 6.61% 0.86% | 7.10% 6.10% 1.00% |
| Công giáo                              | 7.2% 6.7% 0.5% | 7.45% 6.61% 0.86% | 7.10% 6.10% 1.00% |
| Tin Lành                               | 7.2% 6.7% 0.5% | 7.45% 6.61% 0.86% | 7.10% 6.10% 1.00% |
| Hòa Hảo                                | 1.5%           | 1.67%             | 1.02%             |
| Cao Đài                                | 1.1%           | 1.01%             | 0.58%             |
| Khác                                   | 0.1%           | 0.22%             | 0.19%             |

Theo các số liệu thống kê từ Pew Research Center (2010) và Ban Tôn giáo Chính phủ (2014 và 2018):
| Tôn giáo                               | % dân số 2010  | % dân số 2014  | % dân số 2018     |
| -------------------------------------- | -------------- | -------------- | ----------------- |
| Tín ngưỡng dân gian, và không tôn giáo | 45.3% 29.6%    | 73.1%          | 74.60%            |
| Phật giáo                              | 16.4%          | 12.2%          | 14.91%            |
| Kitô giáo                              | 8.2% 6.6% 1.6% | 8.4% 6.9% 1.5% | 8.44% 7.35% 1.09% |
| Công giáo                              | 8.2% 6.6% 1.6% | 8.4% 6.9% 1.5% | 8.44% 7.35% 1.09% |
| Tin Lành                               | 8.2% 6.6% 1.6% | 8.4% 6.9% 1.5% | 8.44% 7.35% 1.09% |
| Hòa Hảo                                | n/a            | 1.4%           | 1.47%             |
| Cao Đài                                | n/a            | 4.8%           | 1.16%             |
| Khác                                   | 0.5%           | 0.1%           | 0.16%             |

## Lịch sử
Việt Nam thời cổ đã có các hình thức thực hành tôn giáo đối với các đối tượng tự nhiên. Các hình trang trí trên trống đồng Đông Sơn đã phản ánh các nghi lễ tôn giáo thời ấy, trong đó mô tả rất nhiều về hình ảnh một loài chim, mà cụ thể là chim Lạc, khiến các sử gia tin rằng, chúng là đối tượng được người Việt cổ tin thờ. Ngoài ra, con rồng cũng được xuất hiện nhiều trong các sản phẩm nghệ thuật, mỹ thuật Việt Nam, phát sinh từ việc thờ kính Lạc Long Quân, một huyền thoại về người được cho là cha đẻ của dân tộc Việt Nam. Bên cạnh đó, các đối tượng tự nhiên khác như động vật, núi, sông, biển... cũng được người Việt tôn làm thần bảo vệ, chúc phúc cho con người. Tôn giáo tại Việt Nam có mối liên hệ với nền văn minh Trung Hoa và văn minh Ấn Độ.
Trong thời quân chủ tại Việt Nam, Nho giáo được chính quyền khuyến khích, có vai trò là nền tảng luân lý quy định các mối quan hệ xã hội. Nho giáo cũng gắn liền với chế độ khoa cử; nhiều văn miếu được xây dựng trong cả nước. Hiếu thảo, biểu hiện một phần qua các thực hành tôn kính tổ tiên, được coi là nhân đức nền tảng để duy trì sự hài hòa trong xã hội.
Trong các triều đại như nhà Lý, nhà Trần và các chúa Nguyễn, chính quyền cũng sùng mộ và hỗ trợ Phật giáo. Các tôn giáo có mặt lâu đời tại Việt Nam là Nho giáo, Đạo giáo và Phật giáo (gọi chung là tam giáo). Từ thời Lê trung hưng có thêm Kitô giáo. Đầu thế kỷ 20 chứng kiến sự lan truyền các phong trào tôn giáo mới, đặc biệt là tại miền Nam như đạo Cao Đài và Phật giáo Hòa Hảo. Ấn Độ giáo và sau đó Hồi giáo có nhiều vai trò trong lịch sử, văn hóa của người Chăm.
Công giáo tới Việt Nam từ thế kỷ 16, và phát triển khá mạnh từ thế kỷ 17 nhờ các thừa sai Dòng Tên Bồ Đào Nha và Ý. Hội Thừa sai Paris, Dòng Đa Minh, Dòng Âu Tinh, Dòng Phan Sinh tiếp sức công việc truyền giáo. Tới cuối thế kỷ 18, Công giáo đã trở thành một phần vững chãi trong khung cảnh tâm linh và xã hội Việt Nam, đặc biệt là tại Đàng Ngoài. Nhiều giáo sĩ phương Tây từng phục vụ trong chính quyền Đàng Trong. Thời nhà Nguyễn, đạo Công giáo được vua Gia Long cho phép hoạt động nhưng bị bức hại nặng nề dưới thời Minh Mạng, Thiệu Trị, Tự Đức và phong trào Văn Thân. Quan hệ giữa người Công giáo và nhà Nguyễn cải thiện trở lại dưới thời Đồng Khánh và Thành Thái. Các giám mục người Việt tiên khởi được bổ nhiệm vào thập niên 1930, và các địa phận dần được trao cho hàng giáo sĩ bản địa coi sóc. Sau cuộc di cư 1954, số tín hữu tại miền Nam nhiều hơn miền Bắc. Các nhóm Kháng Cách (thường gọi là Tin Lành) tới Việt Nam từ năm 1911 bởi những nhà truyền giáo Bắc Mỹ. Các hệ phái Tin Lành phát triển tại các đô thị, vùng Tây Nguyên, và gần đây là giữa cộng đồng người H'mông.
Hồi giáo đến Việt Nam bởi những người truyền giáo Ả Rập và Malay từ thế kỷ 10 hoặc 11 nhưng mạnh lên vào thế kỷ 15, mạnh mẽ ở cộng đồng người Chăm vốn là dân Ấn Độ giáo. Cùng lúc đó, sự phân chia tôn giáo giữa người Chăm ngày càng trở nên rõ ràng. Những người Chăm thuần Ấn giáo tiếp tục theo đuổi tôn giáo này; trong khi Hồi giáo Chăm Bani lại được tách ra khỏi Hồi giáo Chăm Islam. Chăm Bani có niềm tin Hồi giáo không giống như người theo Islam gốc, khi Chăm Bani tích hợp cả Phật giáo, Ấn Độ giáo và tín ngưỡng Chăm cổ đại, tạo nên một bản sắc riêng của người Chăm Bani.
Sau năm 1954, khi người cộng sản cầm quyền tại miền Bắc, họ xem vấn đề tâm linh như là một đối tượng đấu tranh tư tưởng, thậm chí là đấu tranh bằng ý thức hệ. Họ cố gắng bài trừ mê tín dị đoan đến mức mọi chuyện liên quan đến tâm linh đều bị đả phá. Đền Hùng cũng bị phá vì bị cho rằng đó là mê tín dị đoan. Những thời kỳ Cải cách ruộng đất và thành lập hợp tác xã, nhiều đình chùa, đền miếu bị phá bỏ. Sau năm 1954 đến đầu những năm 1980, ở miền Bắc các thực hành tín ngưỡng bị suy giảm trầm trọng nhưng ở miền Nam thì vẫn duy trì. Cũng tại miền Nam, các chính sách của Ngô Đình Diệm bị quan điểm phổ biến cho là thiên vị Công giáo, phân biệt đối xử với Phật giáo. Điều đấy dẫn đến Biến cố Phật giáo năm 1963 lật đổ chính phủ có Tổng thống là người Công giáo.
Việc ngắt quãng trong một thời gian dài tại miền Bắc, từ 1954 đến đầu những năm 1980 đã khiến cho hệ thống lễ hội bị phá vỡ. Từ năm 1986 đến nay, chính quyền cộng sản cầm quyền thừa nhận sai lầm trước đây và gần 8.000 lễ hội đã được phục hồi và hình thành mới, được quan tâm nhiều nhất là lễ hội dân gian. Việc tổ chức nghi lễ tâm linh hiện nay do người dân, cộng đồng tự quyết định và thực hiện, thay vì chính quyền can thiệp như trước đây.
Hiện nay, nhà nước Cộng hòa Xã hội chủ nghĩa Việt Nam chủ trương tự do tín ngưỡng, nhưng có một số nguyên tắc do một vài cá nhân thiếu hiểu biết đưa ra khiến việc thực hành đôi khi lại bị ngăn cản. Ông Nguyễn Quốc Tuấn, Viện trưởng Viện nghiên cứu tôn giáo, nhận xét "dường như những chính sách về tôn giáo nghiêm trọng và sai lầm trước đây mà cả hiện nay nữa đã tạo ra một quá trình sa mạc hóa về tâm linh ở Việt Nam, để giờ đây tâm hồn của người Việt đã biến thành một bãi hoang có thể chấp nhận các loại bụi gai xương rồng và không thể trồng được loại cây có hoa thơm, quả ngọt". Theo ông, đây là bài học về việc đừng nên tạo ra những sa mạc nhận thức như đã từng làm, vì không ai khác, chính các thế hệ người Việt sau này sẽ phải gánh chịu hậu quả. Theo tác giả Trần Đình Hượu, người Việt Nam được cho là ít có tinh thần tôn giáo, các tôn giáo thường được tập trung ở mặt thờ cúng, còn mặt giáo lý, tinh thần lại ít được quan tâm.

## Các tôn giáo

### Phật giáo
Phật giáo hiện nay có số tín đồ cao thứ hai cả nước (theo số liệu từ cuộc điều tra dân số năm 2019). Theo thống kê này, có 4,6 triệu tín đồ Phật giáo, chiếm 35% tổng số người theo tôn giáo và chiếm 4,8% dân số cả nước. Theo số liệu thống kê của Giáo hội Phật giáo Việt Nam năm 2008, cả nước có gần 4,5 triệu tín đồ đã quy y Tam bảo, có 839 đơn vị gia đình Phật tử và khoảng 54.773 tăng ni; 14.244 ngôi chùa trong cả nước. Một số người cho rằng từ 40% đến 45% dân số Việt Nam mang thiên hướng Phật giáo. Địa phương có số tín đồ Phật giáo đông nhất cả nước là Thành phố Hồ Chí Minh với 1.570.220 người.
Phật giáo ở Việt Nam gồm cả Đại thừa, Nguyên thủy, và các tôn giáo cải biên từ Phật giáo. Phật giáo Đại thừa lần đầu tiên từ Trung Quốc vào tới vùng đồng bằng châu thổ sông Hồng của Việt Nam từ khoảng năm 200 CN và từng trở thành tôn giáo phổ biến nhất cả nước, trong khi Phật giáo Tiểu thừa từ Ấn Độ du nhập vào phía nam đồng bằng sông Cửu Long từ khoảng năm 300 - 600 và trở thành tôn giáo chính ở vùng đồng bằng phía nam Việt Nam.
Có thuyết khác lại cho rằng Phật giáo bắt đầu truyền vào Việt Nam trong khoảng thế kỉ thứ ba đến thế kỉ thứ hai trước công nguyên từ Ấn Độ theo đường biển chứ không phải từ Trung Hoa. Lúc đầu Phật giáo tại Việt Nam (đồng bằng châu thổ sông Hồng) mang màu sắc của Phật giáo Tiểu thừa nhưng về sau do ảnh hưởng của Trung Hoa mới chuyển dần thành Đại thừa.
Phật giáo Đại thừa được nhìn nhận là có nhiều ảnh hưởng với đa số người Việt, người Hoa. Đại thừa tại Việt Nam có ba tông phái chính là Thiền tông, Tịnh độ tông và Mật tông. Phật giáo Đại thừa ở Việt Nam tồn tại hòa hợp với các tín ngưỡng như tục thờ cúng tổ tiên, thờ Mẫu. Thời Lê sơ và Nguyễn sơ, Phật giáo gặp hạn chế khi Nho giáo thịnh.
Phật giáo Tiểu thừa (Nam tông) là tôn giáo chính của người Khmer tại Việt Nam.

### Công giáo
Công giáo lần đầu tiên tới Việt Nam vào thế kỉ 16. Sau một số nỗ lực ban đầu ít hiệu quả, Công giáo phát triển mạnh từ thế kỷ 17 khi các thừa sai Dòng Tên từ nhiều nước như Bồ Đào Nha, Ý, Nhật Bản tới truyền giáo tại Đàng Trong năm 1615 và tại Đàng Ngoài năm 1627. Hai Hạt đại diện Tông tòa đầu tiên được thành lập vào năm 1659. Các thừa sai Pháp, Tây Ban Nha, Ý thuộc một số nhóm (Hội Thừa sai Paris, Dòng Đa Minh, Dòng Phan Sinh, Dòng Âu Tinh Chân đất, Bộ Truyền bá Đức tin) góp sức vào công cuộc truyền giáo. Công giáo Việt Nam phát triển trong suốt giai đoạn sơ khởi này thời Lê trung hưng và trở thành một trong những cộng đồng Kitô giáo thiểu số lớn nhất tại châu Á. Các cuộc bách hại diễn ra mạnh nhất dưới thời Minh Mạng và bởi phong trào Văn Thân. Vào giai đoạn chấm dứt Chiến tranh Pháp–Thanh, có khoảng 700 ngàn người Công giáo Việt Nam, chiếm khoảng 6–7% dân số, đa số sống ở vùng đồng bằng sông Hồng, nhiều nhất là các tỉnh Nam Định, Ninh Bình, Hải Dương, Hà Nội; kế tiếp là các khu vực Vinh, Huế, Sài Gòn và Quy Nhơn.
Từ nửa sau thế kỷ 19 cho tới nay, tỉ lệ người Công giáo trong tổng dân số Việt Nam không thay đổi đáng kể. Theo điều tra dân số năm 2019, Công giáo là tôn giáo lớn nhất cả nước với số lượng tín hữu hơn 5,86 triệu người, chiếm 44,6% tổng số người theo tôn giáo và chiếm 6,1% tổng dân số cả nước. Theo các nguồn khác, Việt Nam hiện nay có khoảng 7 triệu người Công giáo, chiếm 7% tổng dân số, với 4.000 linh mục, 4.500 giáo xứ, 22.000 tu sĩ với hơn 240 dòng tu, hơn 2400 đại chủng sinh  cùng khoảng 10.000 nhà thờ. Tỉnh có số tín đồ Công giáo đông nhất cả nước là Đồng Nai với 1.035.015 người.
Các giám mục người Việt đầu tiên được Tòa Thánh bổ nhiệm thập niên 1930. Hàng Giáo phẩm Việt Nam được thành lập năm 1960. Năm 1988, Giáo hoàng Gioan Phaolô II tuyên thánh cho 117 tín hữu tử vì đạo ở Việt Nam. Khi tấn phong giám mục hoặc các chức phẩm cao hơn, Vatican sẽ tham khảo ý kiến của chính phủ Việt Nam nhưng Vatican mới là bên có thể bổ nhiệm giám mục tại Việt Nam. Việt Nam đã làm việc với Vatican kể từ năm 1990 tới nay, một điểm nhấn đối lập với các chế độ cộng sản khác.

### Tin Lành
Kháng Cách, thường gọi là đạo Tin Lành, được truyền vào Việt Nam năm 1911. Đầu tiên tôn giáo này chỉ được cho phép tại một số vùng; đến năm 1920, Tin Lành được phép hoạt động trên khắp Việt Nam. Năm 1927, Hội thánh Tin Lành Việt Nam (hỗ trợ bởi Hội Truyền giáo Phúc âm Liên hiệp) được chính thức thành lập.
Các hệ phái Kháng Cách khác như Baptist, Trưởng lão, Mennonite, Ngũ tuần tiếp bước truyền giảng Phúc Âm tại Việt Nam, đồng thời tham gia tích cực các hoạt động xã hội. Năm 2019, số tín đồ Tin Lành ở Việt Nam theo số liệu chính thức là 960.558 người, chủ yếu tập trung ở khu vực Tây Nguyên, vùng núi Tây Bắc, và một số đô thị. Tin Lành hiện là tôn giáo phát triển nhanh nhất tại Việt Nam.

### Cao Đài

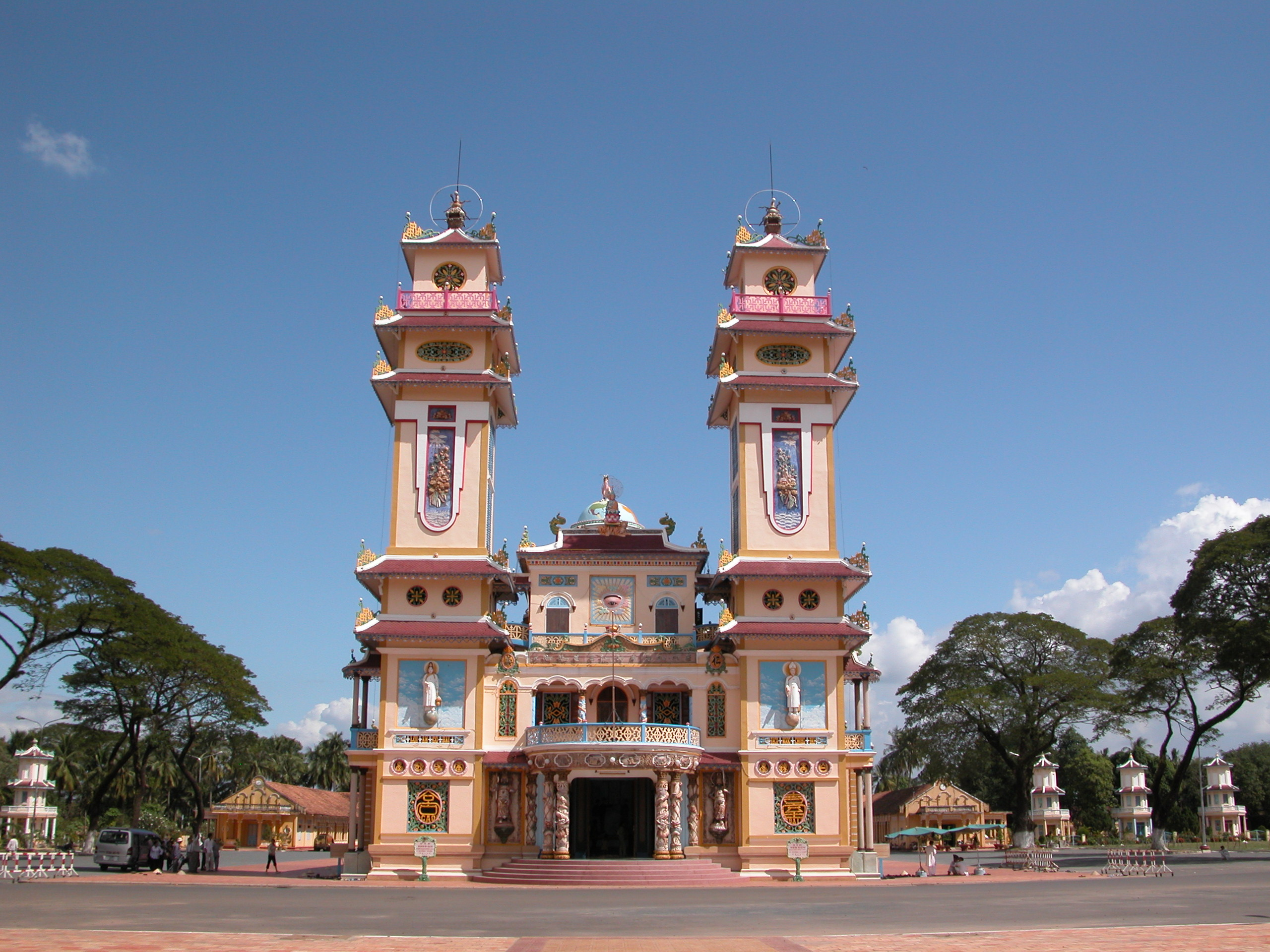
Tòa Thánh Tây Ninh

Cao Đài, hay Đại Đạo Tam Kỳ Phổ Độ, là một tôn giáo bản địa Việt Nam do Ngô Văn Chiêu, Cao Quỳnh Cư, Phạm Công Tắc thành lập năm 1926, với trung tâm là Tòa Thánh Tây Ninh. Tôn giáo này thờ Đức Chí Tôn Ngọc Hoàng Thượng đế. Các tín đồ Cao Đài thi hành những giáo điều như không sát sanh, sống lương thiện, hòa đồng, làm lành, lánh dữ, giúp đỡ xung quanh, cầu nguyện, thờ cúng tổ tiên và thực hành tình yêu thương vạn loại qua việc ăn chay với mục tiêu tối thiểu là đem sự hạnh phúc đến cho mọi người, đưa mọi người về với Thượng đế nơi Thiên Giới và mục tiêu tối thượng là đưa vạn loại thoát khỏi vòng luân hồi.
Theo số liệu thống kê năm 2019 thì có 556.234 tín đồ Cao Đài phân bố tại 39 tỉnh thành cả nước đông nhất là tại Tây Ninh và khoảng 30.000 tín đồ nữa sống ở Bắc Mỹ, Châu Âu và Úc. Đạo Cao Đài đã trở thành tôn giáo lớn thứ ba tại Việt Nam

### Hòa Hảo

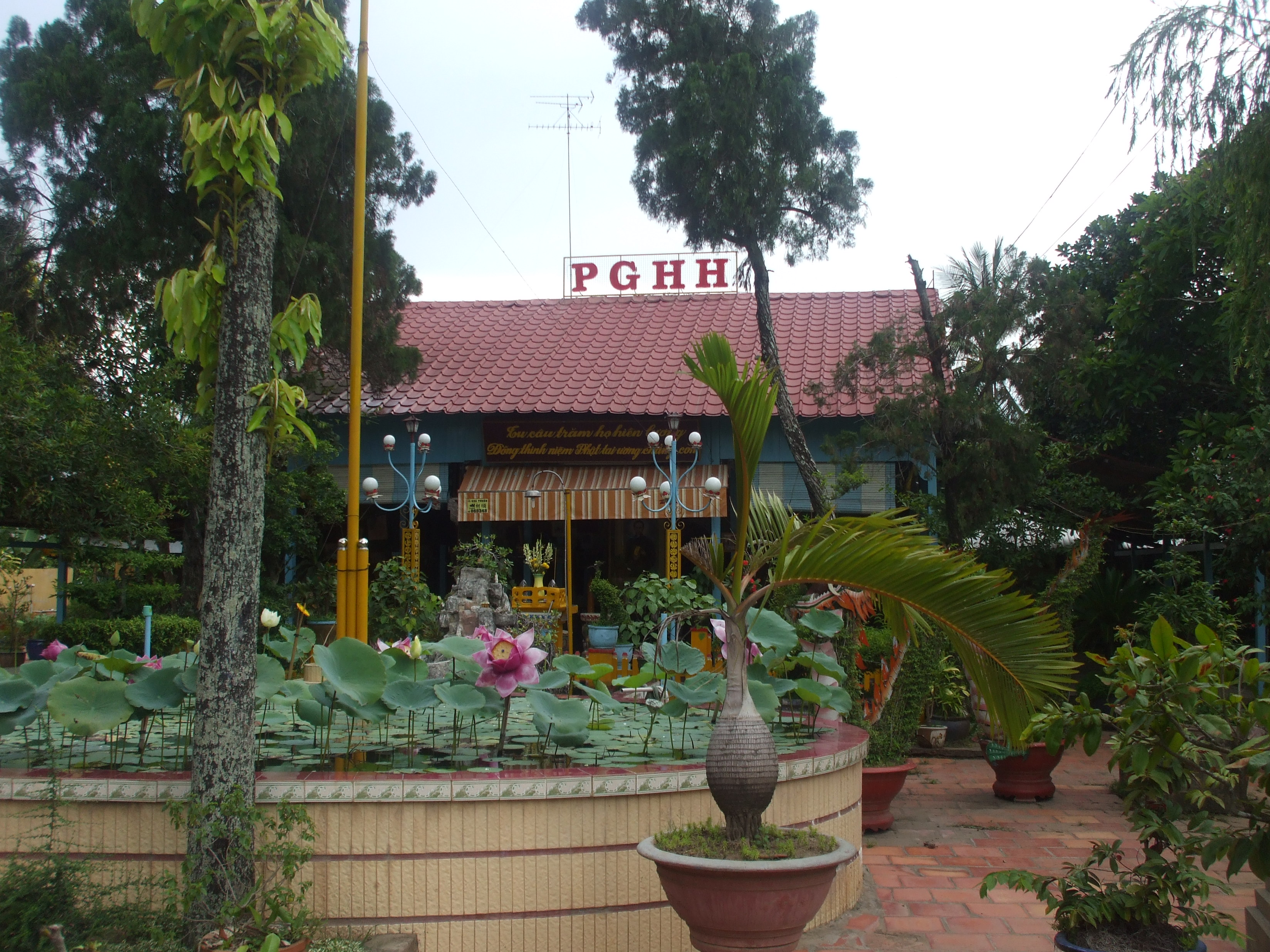
Tổ đình Phật giáo Hòa Hảo ở tỉnh An Giang

Hòa Hảo, hay Phật giáo Hòa Hảo, là một tôn giáo Việt Nam gắn chặt với truyền thống Phật giáo, do Đức Huỳnh Phú Sổ thành lập năm 1939 tại làng Hòa Hảo, quận Tân Châu (nay Thị Trấn Phú Mỹ, huyện Phú Tân, Tỉnh An Giang).
Đạo Hoà Hảo phát triển ở miền Tây Nam Bộ, kêu gọi mọi người sống hòa hợp. Tôn giáo này đánh giá cao triết lý "Phật tại tâm", khuyến khích nghi lễ thờ cúng đơn giản (chỉ có hoa và nước sạch) và loại bỏ mê tín dị đoan. Những buổi lễ được tổ chức rất đơn giản và khiêm tốn, không có ăn uống, hội hè. Lễ lộc, cưới hỏi hay ma chay không cầu kỳ như thường thấy ở những tôn giáo khác. Đạo không có tu sĩ, không có tổ chức giáo hội mà chỉ có một số chức sắc lo việc đạo và cả việc đời.
Theo thống kê năm 2019 có khoảng 983.079 tín đồ Phật giáo Hòa Hảo. Tín đồ Phật giáo Hòa Hảo tập trung chủ yếu ở miền Tây Nam Bộ (Đặc biệt là An Giang với 936.974 tín đồ Phật giáo Hòa Hảo là tỉnh có số tín đồ Phật giáo Hòa Hảo đông nhất cả nước).

### Đạo Mẫu
Đạo Mẫu hay còn gọi với những tên khác như Tín ngưỡng thờ Mẫu Việt Nam, Tam Phủ-Tứ Phủ, là một tín ngưỡng dân gian mang đậm bản sắc dân tộc Việt, được tổng hợp từ tục thờ cha mẹ tổ tiên (đạo Lương) và niềm tin vào các đấng thần linh, tiên thánh như Chí Tôn Ngọc Hoàng Thượng Đế, Diêu Trì Kim Mẫu (Tây Vương Mẫu), Quán Thế Âm, Tứ Thánh Bất Tử (Tản Viên Sơn Thánh, Chử Đạo Tổ, Phù Đổng Thiên Vương, Liễu Hạnh Công Chúa), Tam Phủ-Tứ Phủ (Đệ Nhất Thượng Thiên, Đệ Nhị Thượng Ngàn, Đệ Tam Thượng Thoải, Đệ Tứ Địa Mẫu), Đức Thánh Trần (Trần Quốc Tuấn), Bát Hải Long Vương, Lạc Long Quân và Âu Cơ, Ngũ Vị Tôn Quan, Chầu Bà, Ông Hoàng, Cô, Cậu, Ông Ngũ Hổ, Ông Lốt,...
Đạo Mẫu vì là tín ngưỡng dân tộc Việt gắng liền với tục lệ thờ cúng tổ tiên với văn hoá truyền thống dân tộc "Uống nước nhớ nguồn" và niềm tin vào các đấng thần linh tiên thánh, là chổ dựa tinh thần cho mọi người khi gặp cảnh khó khăn như hạn hán mất mùa, chiến tranh, bệnh dịch,... Khi đã không còn biện pháp gì để giải quyết vấn đề khó khăn con người sẽ tìm đến những đấng siêu nhiên như Thần, Tiên, Thánh để mong sự cứu giúp của những vị ấy.
Đạo Mẫu không có năm thành lập rõ ràng vì xuất phát từ tục thờ cúng trong tín ngưỡng dân tộc Việt, chủ yếu phát triển mạnh ở Miền Bắc Việt Nam, sau lan truyền mạnh mẽ về Bắc Trung Bộ và các miền khác trên toàn đất nước. 
Đạo Mẫu đã được UNESCO công nhận là Di sản văn hoá thế giới vào ngày 1/12/2016 với tên gọi Đạo Mẫu hay Tín Ngưỡng Thờ Mẫu Việt Nam.

### Ấn Độ giáo
Ấn Độ giáo là từng tôn giáo phổ biến nhất của người Chăm. Ấn Độ giáo chưa được công nhận chính thức bởi Chính phủ Việt Nam.
Với cách hiểu Ấn Độ giáo là Bà-la-môn giáo (của người Chăm Bà la môn) thì Bà la môn đã được chính phủ Việt Nam công nhận là 1 trong số 16 tôn giáo chính thức (theo thống kê Tổng điều tra dân số và nhà ở năm 2019 của Tổng cục Thống kê). Bà-la-môn giáo có 64.547 tín đồ tập trung chủ yếu ở Ninh Thuận với 40.695 tín đồ.

### Hồi giáo
Hầu hết tín đồ Hồi giáo tại Việt Nam là người Chăm song 1/3 người Hồi giáo là thuộc các sắc dân khác. Người ta cho rằng Hồi giáo đã được truyền vào Việt Nam đầu tiên là khoảng thế kỉ 10, 11, ở cộng đồng người Chăm. Năm 2019, tại Việt Nam có khoảng 70.934 tín đồ Hồi giáo, chủ yếu ở Bình Thuận, Ninh Thuận, An Giang, Tây Ninh, Đồng Nai, Thành phố Hồ Chí Minh trong đó đông nhất là tại Ninh Thuận với 44.990 tín đồ. Có hai giáo phái Hồi giáo của người Chăm: người Chăm ở Châu Đốc, TP. Hồ Chí Minh, Tây Ninh và Đồng Nai theo Hồi giáo chính thống, còn người Chăm ở Bình Thuận, Ninh Thuận theo phái Chăm Bà Ni.

### Các tôn giáo khác
Các thực hành tín ngưỡng thờ cúng tổ tiên phổ biến ở đa số dân cư bất kể họ có theo tôn giáo nào hay không. Trong các cuộc điều tra về tôn giáo của Viện Nghiên cứu Tôn giáo tiến hành từ 1995 đến 2007 thì số người thực hiện việc thờ cúng tổ tiên chiếm tỷ lệ trung bình là 98% dân số.
Ngoài những tôn giáo lớn, Việt Nam còn có các tôn giáo nhỏ được chính quyền công nhận như: Tứ Ân Hiếu Nghĩa (30.416 tín đồ), Cơ đốc Phục lâm (11.830 tín đồ), Baha'i (7.000 tín đồ), Mormon (4.281 tín đồ), Bửu Sơn Kỳ Hương (2.975 tín đồ), Tịnh độ cư sĩ Phật hội Việt Nam (2.306 tín đồ), Hiếu Nghĩa Tà Lơn (401), Minh Sư Đạo (260), Minh Lý Đạo (193).
Ngoài ra còn có một số tín ngưỡng và tôn giáo chưa được đăng ký chính thức như:
- Các tín ngưỡng dân gian ở miền núi phía Bắc và Tây Nguyên.
- Đạo Dừa ở Bến Tre. Đạo Ông Trần tại đảo Long Sơn, tỉnh Bà Rịa - Vũng Tàu.
- Các tín ngưỡng khác như đạo Mẫu, Đạo giáo, Nho giáo, thờ thành hoàng. Phần nào các tín ngưỡng này được tích hợp và chấp nhận bởi đa số tín đồ Phật giáo và Phật giáo Hòa Hảo.
- Chính thống giáo tại Việt Nam bao gồm ba giáo xứ của Giáo hội Chính thống giáo Nga tại Vũng Tàu, TP.HCM, và Hà Nội. Thành viên là các tín hữu nói tiếng Nga, trong số đó có các chuyên gia của Liên doanh Việt-Nga Vietsovpetro và các viên chức ngoại giao.
- Do Thái Giáo tại Việt Nam có 1 Hội Đường Do Thái Giáo tại đường Nguyễn Đình Chiểu, Quận 1 .

### Không tôn giáo
Nhà nước Việt Nam theo chủ trương thế tục, trong đó chủ nghĩa Marx–Lenin và tư tưởng Hồ Chí Minh là hệ tư tưởng chính trị của nhà nước, được khuyến khích trên các phương tiện thông tin và giảng dạy trong các trường học tại Việt Nam. Đến năm 2019, có khoảng 5,2 triệu đảng viên Đảng Cộng sản Việt Nam. Phần lớn người dân Việt Nam nhận mình là không tôn giáo. Trong số họ, đa số vẫn duy trì tín ngưỡng thờ cúng tổ tiên ở các mức độ khác nhau. Không rõ số liệu cụ thể những người coi mình là vô thần, hoặc bất khả tri.

## Tổ chức tôn giáo có đăng ký
Nhà nước Việt Nam hiện nay công nhận 36 tổ chức tôn giáo thuộc 16 tôn giáo.
| TT | Tôn giáo                    | Tổ chức tôn giáo |
| -- | --------------------------- | --- |
| 1  | Phật giáo                   | Giáo hội Phật giáo Việt Nam |
| 2  | Công giáo                   | Giáo hội Công giáo (quản lý tại Việt Nam bởi Hội đồng Giám mục Việt Nam) |
| 3  | Tin Lành                    | 1. Hội Thánh Tin lành Việt Nam (miền Bắc) 2. Hội Thánh Tin lành Việt Nam (miền Nam) 3. Hội Truyền giáo Cơ đốc Việt Nam 4. Hội Thánh Mennonite Việt Nam 5. Hội Thánh Liên hữu Cơ đốc Việt Nam 6. Hội Thánh Tin lành Trưởng lão Việt Nam 7. Tổng Hội Báp tít Việt Nam 8. Giáo hội Báp tít Việt Nam 9. Hội thánh Phúc Âm Ngũ tuần Việt Nam (Cấp đăng ký hoạt động) 10. Hội thánh Phúc âm Toàn vẹn Việt Nam (Cấp đăng ký hoạt động) |
| 4  | Cao Đài                     | 1. Hội thánh Cao Đài Tây Ninh 2. Hội thánh Cao Đài Tiên Thiên 3. Hội thánh Cao Đài Chơn Lý 4. Hội thánh Cao Đài Minh Chơn đạo 5. Hội thánh Cao Đài Ban Chỉnh đạo 6. Hội thánh Cao Đài Cầu kho Tam quan 7. Hội thánh Truyền giáo Cao Đài 8. Hội thánh Cao Đài Việt Nam Bình Đức 9. Hội thánh Cao Đài Bạch y liên hoàn Chơn lý 10. Hội thánh Cao Đài Chiếu Minh Long Châu 11. Pháp môn Cao Đài Chiếu Minh Tam Thanh vô vi         |
| 5  | Phật giáo Hòa Hảo           | Giáo hội Phật giáo Hòa Hảo |
| 6  | Hồi giáo                    | 1. Ban Đại diện Cộng đồng Hồi giáo TP. Hồ Chí Minh 2. Ban Quản trị thánh đường Al Noor Hà Nội 3. Ban Đại diện Cộng đồng Hồi giáo tỉnh An Giang 4. Ban Đại diện Cộng đồng Hồi giáo tỉnh Tây Ninh 5. Hội đồng Sư cả Hồi giáo Bani tỉnh Ninh Thuận 6. Hội đồng Sư cả Hồi giáo Bani tỉnh Bình Thuận 7. Ban Đại diện Cộng đồng Hồi giáo tỉnh Ninh Thuận                                                                              |
| 7  | Bahá'í                      | Cộng đồng Tôn giáo Baha'i Việt Nam |
| 8  | Tịnh độ cư sĩ Phật hội      | Tịnh độ Cư sỹ Phật hội Việt Nam |
| 9  | Phật giáo Tứ Ân Hiếu Nghĩa  | Phật hội Tứ Ân Hiếu Nghĩa |
| 10 | Đạo Bửu Sơn Kỳ Hương        | Đạo Bửu Sơn Kỳ Hương |
| 11 | Minh Sư Đạo                 | Giáo hội Phật Đường Nam Tông Minh Sư đạo |
| 12 | Minh lý đạo - Tam Tông Miếu | Hội thánh Minh lý đạo - Tam Tông Miếu |
| 13 | Chăm Bà la môn              | Hội đồng chức sắc Chăm Bà-la-môn tỉnh Ninh Thuận Hội đồng chức sắc Chăm Bàlamôn tỉnh Bình Thuận |
| 14 | Mặc Môn                     | Giáo hội Các Thánh hữu Ngày sau của Chúa Giê-su Ky-tô (Việt Nam) |
| 15 | Phật giáo Hiếu Nghĩa Tà Lơn | Phật giáo Hiếu Nghĩa Tà Lơn (Cấp đăng ký hoạt động) |
| 16 | Cơ Đốc Phục Lâm             | Giáo hội Cơ đốc Phục lâm Việt Nam |

## Hình ảnh

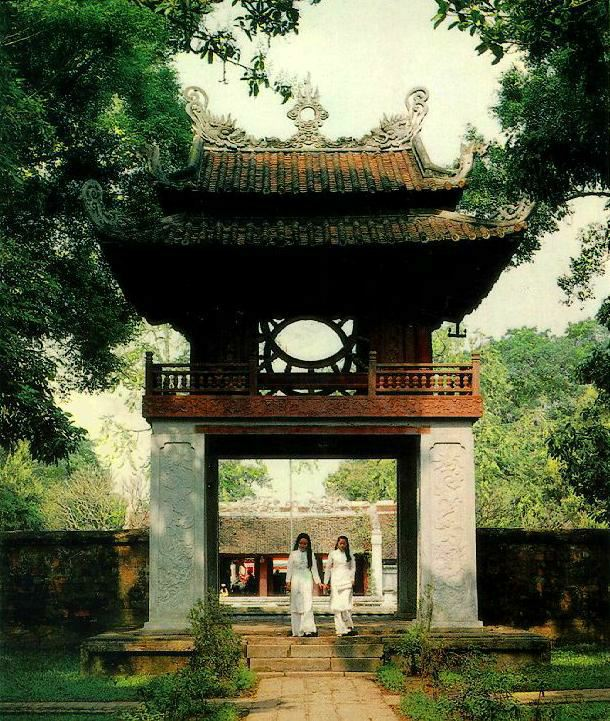
Văn Miếu - Nho giáo
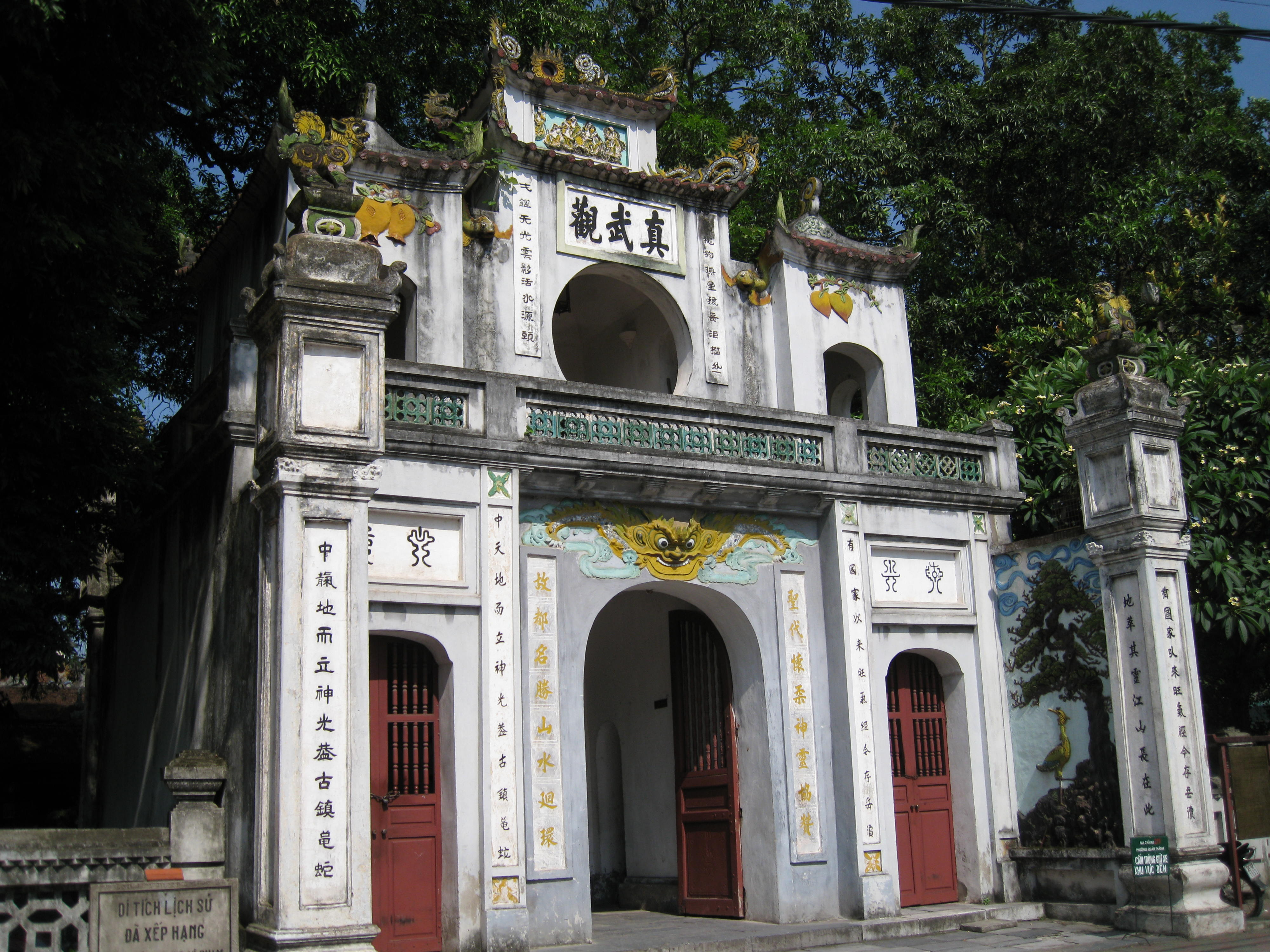
Trấn Vũ quán - Đạo giáo
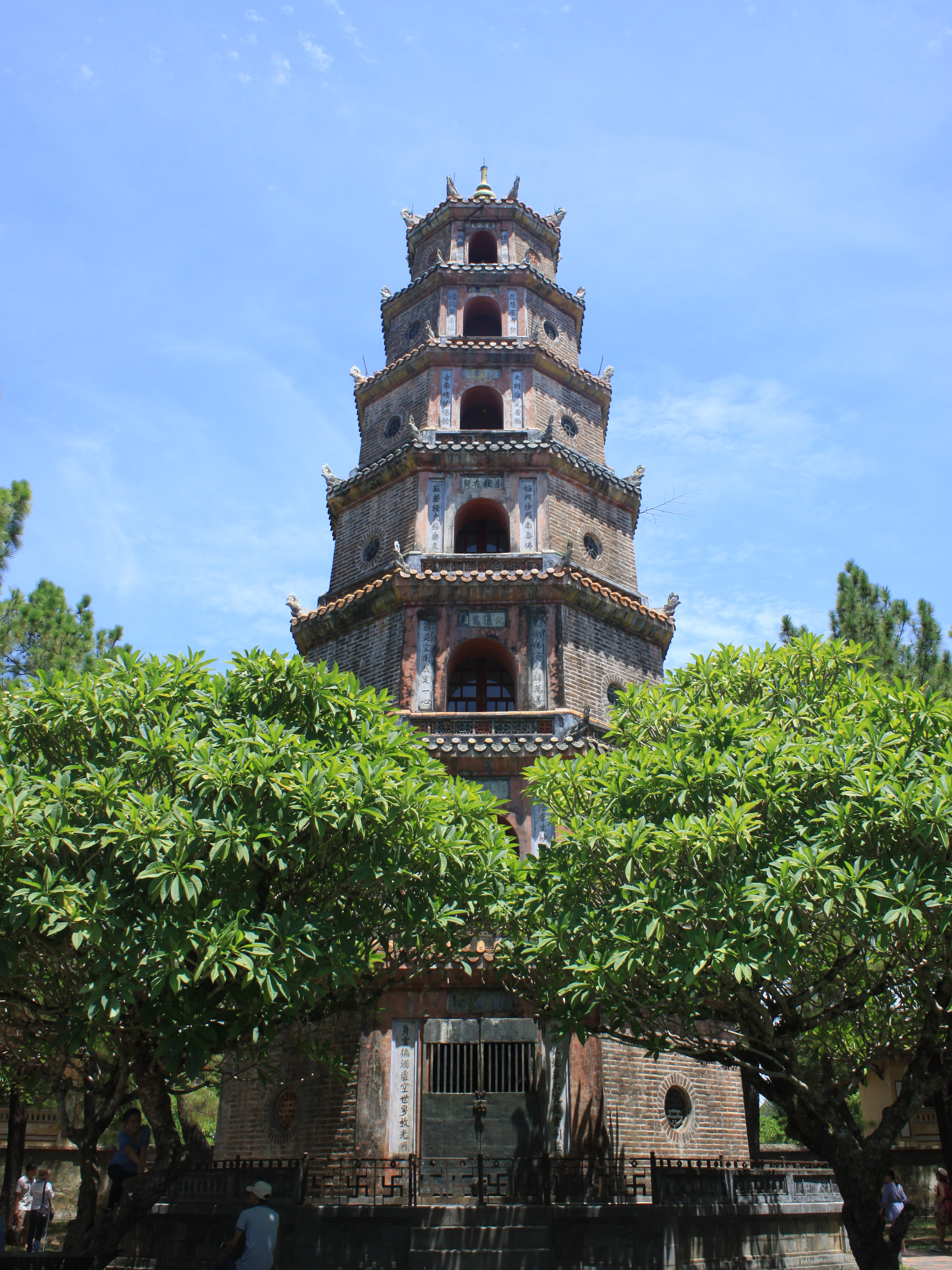
Chùa Thiên Mụ - Phật giáo
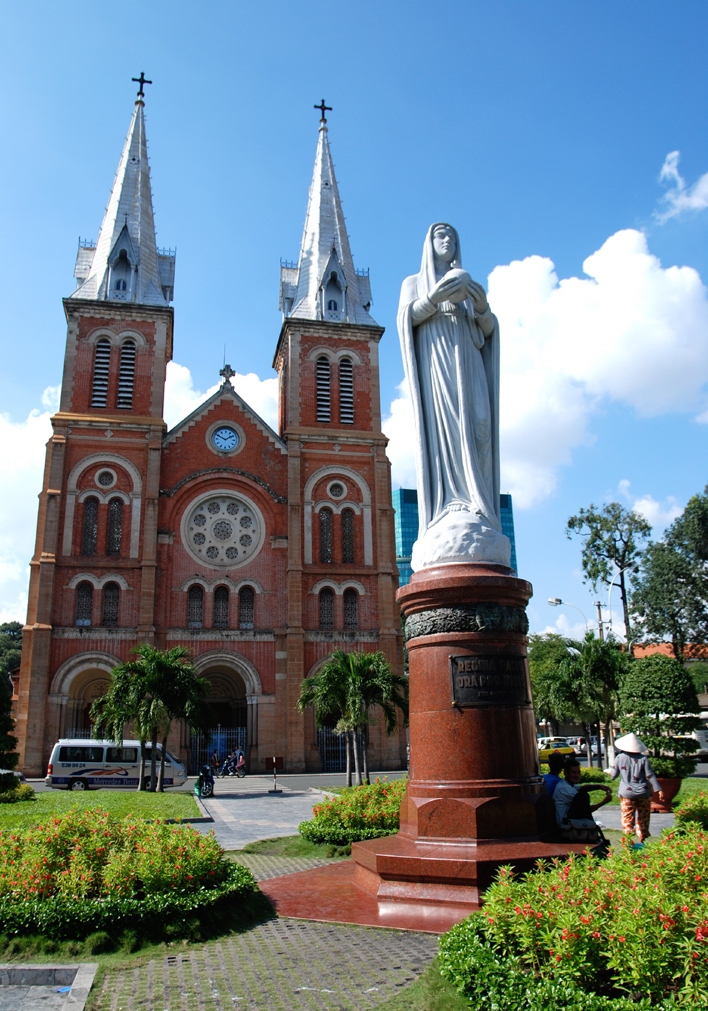
Nhà thờ Đức Bà Sài Gòn - Công giáo
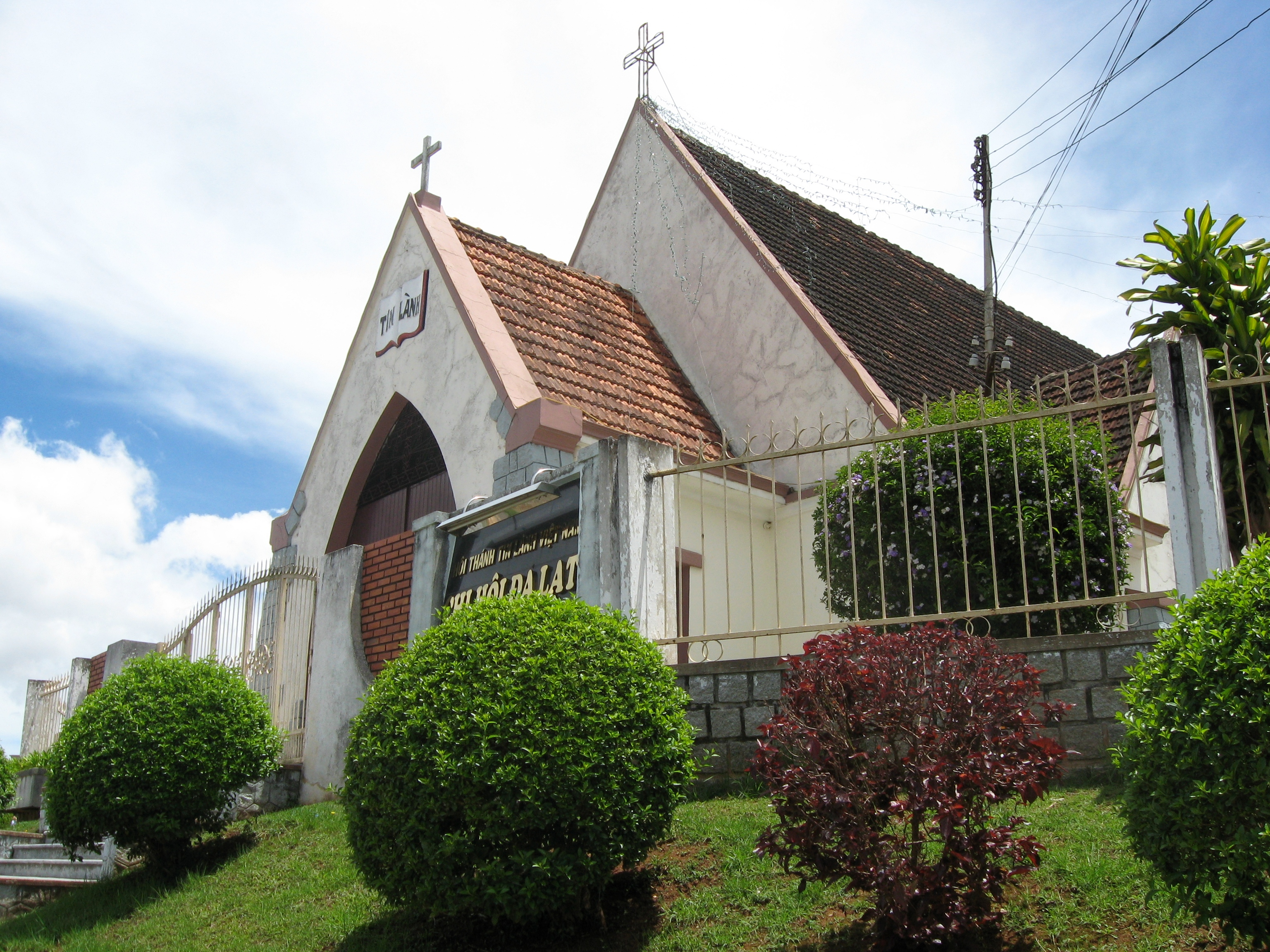
Nhà thờ Tin Lành
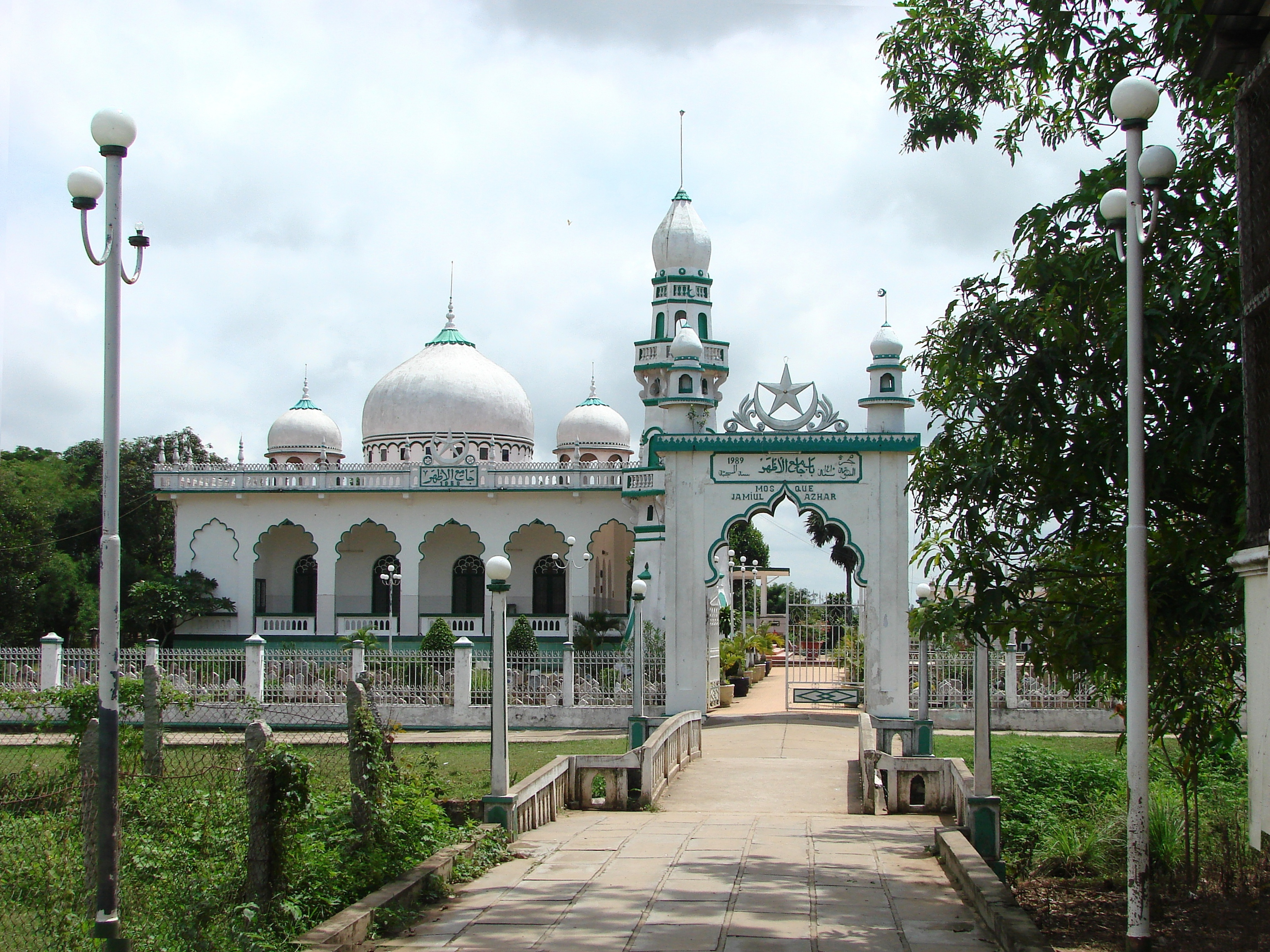
Thánh đường Hồi giáo ở Châu Đốc
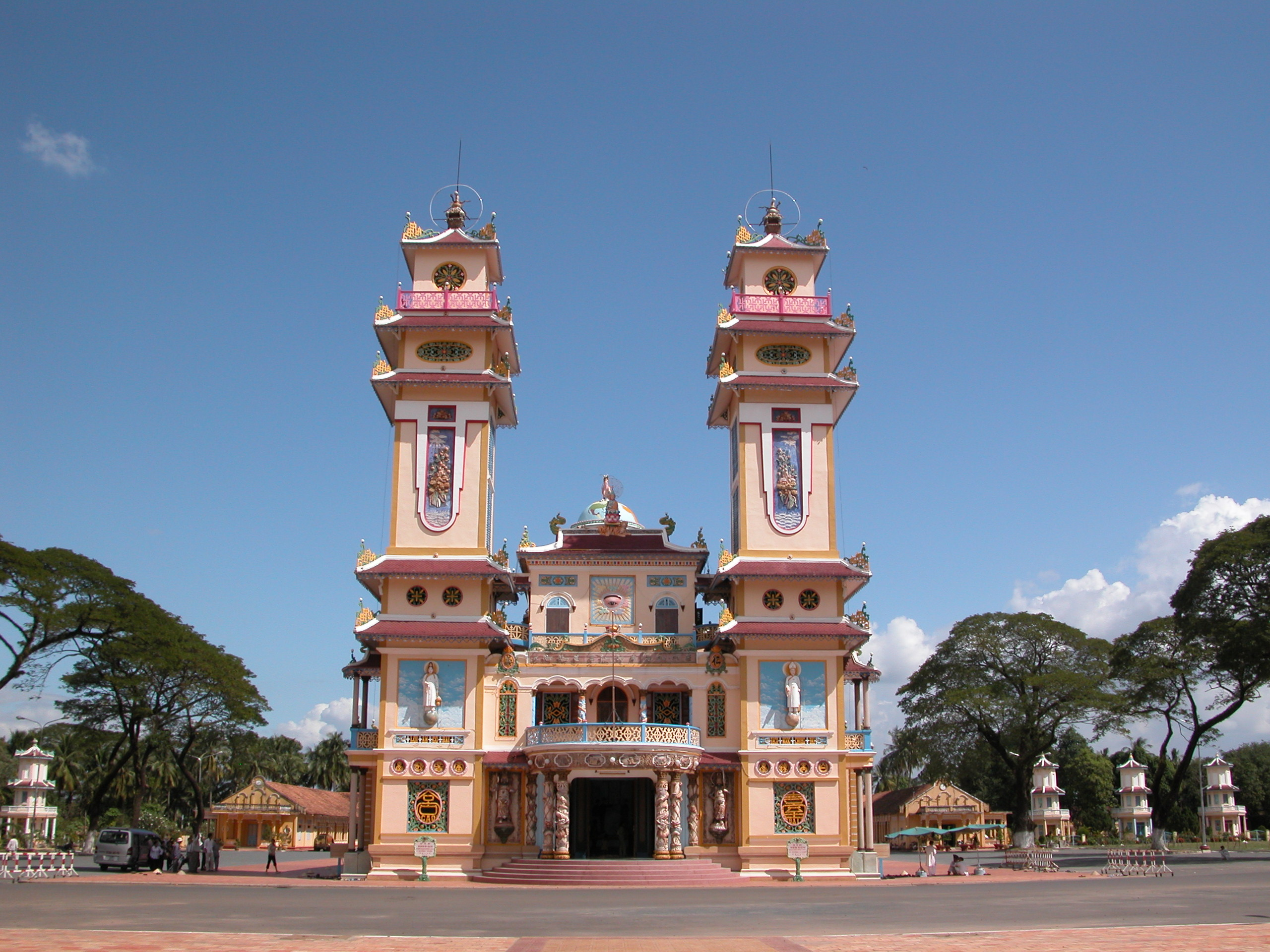
Tòa Thánh Tây Ninh - Cao Đài
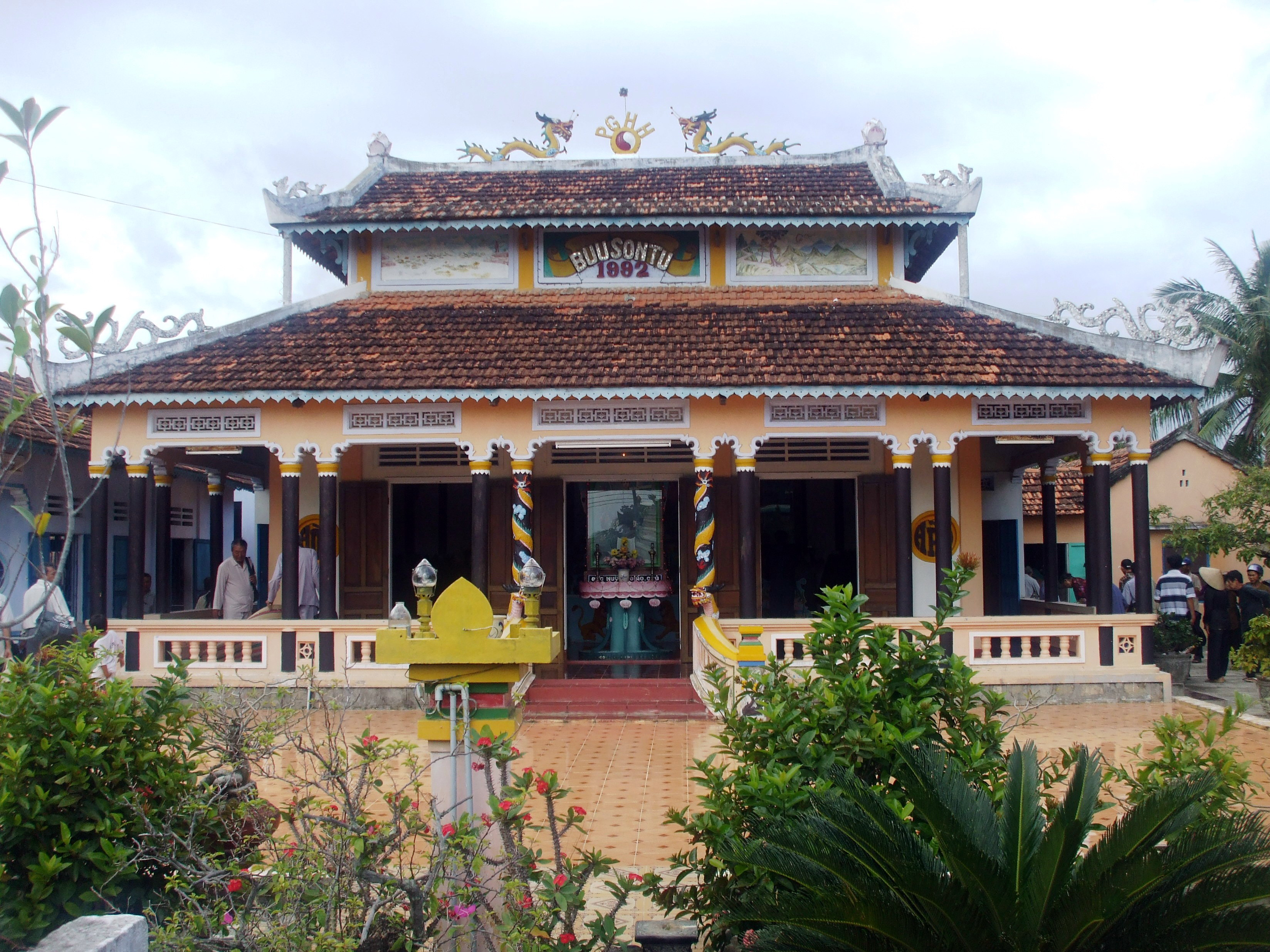
Chùa Bửu Sơn - Hòa Hảo
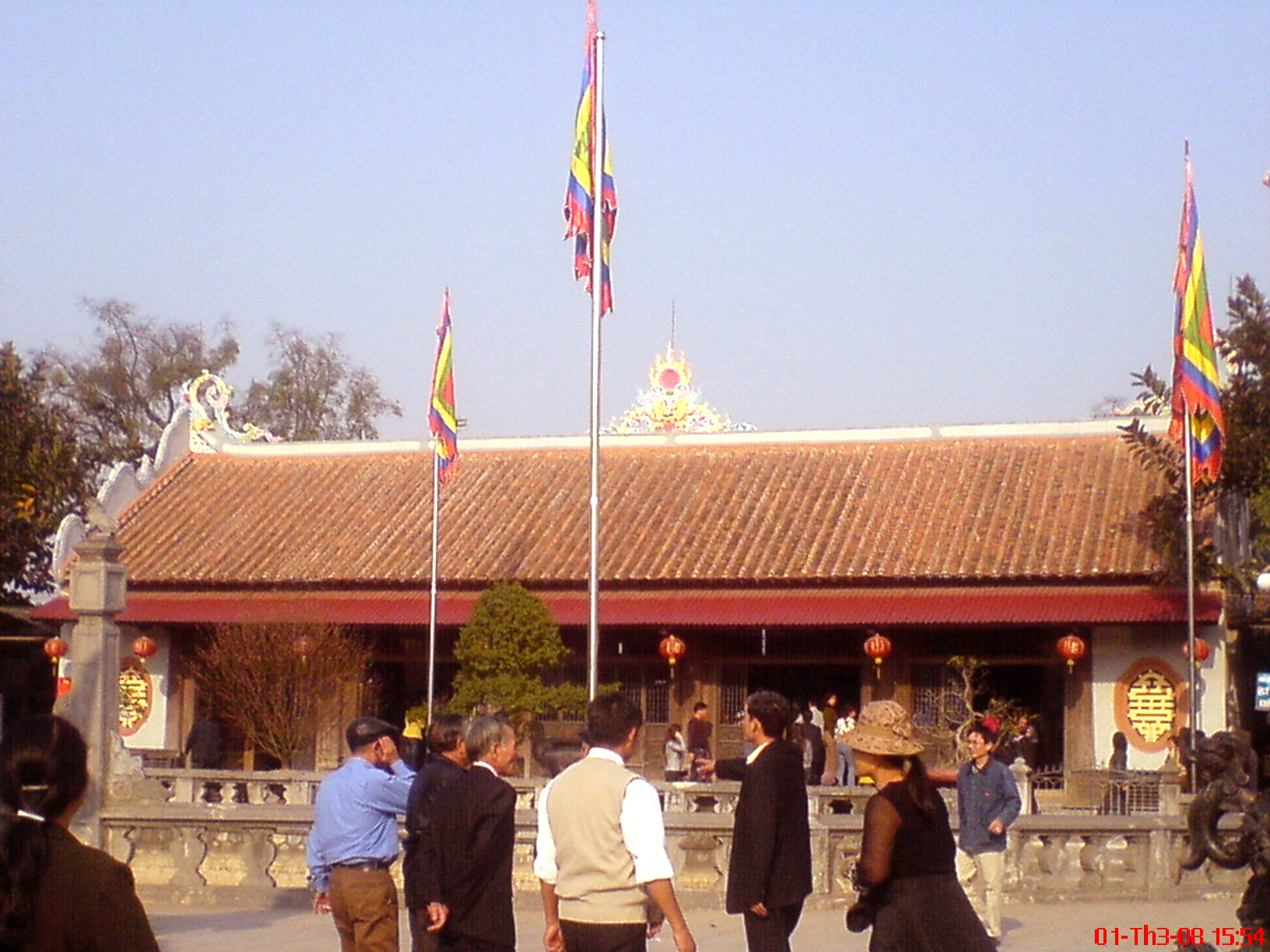
Đền thờ bà Liễu Hạnh - Đạo Mẫu